# Walther Völker
Walther Völker (geboren 1. Juli 1896 in Landsberg an der Warthe; gestorben 3. Oktober 1988 in Wiesbaden) war ein evangelischer Kirchenhistoriker.

## Leben und Lehre
Walther Völker, Sohn eines Kaufmanns, besuchte das Gymnasium in Stettin und immatrikulierte sich 1915 an der Universität Halle für das Studium der Evangelischen Theologie. Nach seinem Kriegsdienst 1916–1918 setzte er sein Studium an den Universitäten Tübingen und Berlin fort. Im Jahr 1922 erwarb er das kirchliche Lizenziat an der Universität Halle. Ein Jahr später wurde er an der Universität Leipzig mit einer Arbeit über Heracleons Stellung in seiner Zeit im Licht seiner Schriftauslegung promoviert. Für die Habilitation 1927 an der Universität Halle-Wittenberg verfasste Völker die Arbeit Das Bild vom nichtgnostischen Christentum bei Celsus. Bis 1942 war Völker Privatdozent. „1934 wurde ein Antrag auf Ernennung zum nichtbeamteten außerordentlichen Professor durch das Kultusministerium abgelehnt. […] 1943 wurde die Ernennung zum Professor erneut abgelehnt, obwohl sich die Fakultäten in Halle und Tübingen für ihn einsetzen.“ Im Jahr 1944 wechselte er als Lehrstuhlvertreter nach Tübingen. Von 1946 bis zu seiner Emeritierung 1961 hatte er einen Lehrstuhl für Kirchengeschichte an der Universität Mainz inne.
Völkers Forschungsschwerpunkt war die mystische Literatur der Alten Kirche.

## Veröffentlichungen
- Das Vollkommenheitsideal des Origenes: Eine Untersuchung zur Geschichte der Frömmigkeit und zu den Anfängen christlicher Mystik (= Beiträge zur historischen Theologie, Band 7). Mohr, Tübingen 1931.
- Fortschritt und Vollendung bei Philo von Alexandrien: Eine Studie zur Geschichte der Frömmigkeit. Hinrichs, Leipzig 1938.
- Der wahre Gnostiker nach Clemens Alexandrinus. Akademie-Verlag, Berlin 1952.
- Gregor von Nyssa als Mystiker. Steiner, Wiesbaden 1955.
- Kontemplation und Ekstase bei Pseudo-Dionysius Areopagita. Steiner, Wiesbaden 1958.
- Maximus Confessor als Meister des geistlichen Lebens. Steiner, Wiesbaden 1965.